# Laleaua neagră (film)
Laleaua neagră (titlul original: în franceză La tulipe noire) este un film de capă și spadă, coproducție franco-italo-spaniolă, realizat în 1964 de regizorul Christian-Jaque, protagoniști fiind actorii Alain Delon, Virna Lisi, Adolfo Marsillach și Dawn Addams. Titlul filmului este inspirat din romanul omonim al lui Alexandre Dumas, însă conținutul său este diferit de cel al acestei lucrări.

## Conținut
În 1789, în preajma revoluției franceze, banditul numit „Laleaua neagră” ține în spaimă împrejurimile orașului Roussillon. Săracii îl respectă și îl văd ca pe un fel de Robin Hood, dar bogații, și mai ales marchizul de Vigogne, l-ar vedea mai degrabă mort decât viu... 

## Distribuție
- Alain Delon – Julien de Saint Preux / Guillaume de Saint Preux
- Virna Lisi – Caroline „Caro” Plantin
- Adolfo Marsillach – baronul La Mouche
- Dawn Addams – marchiza Catherine de Vigogne
- Akim Tamiroff – marchizul de Vigogne
- Laura Valenzuela – Lisette
- George Rigaud – șeful poliției
- Francis Blanche – Plantin
- José Jaspe – Brignon
- Enrique Ávila – un sătean
- Robert Manuel – prințul Alexandre de Grasillach de Morvan Lobo
- Lucien Callamand – Jean Pierre